# Salsola lanata
Salsola lanata là loài thực vật có hoa thuộc họ Dền. Loài này được Pall. miêu tả khoa học đầu tiên năm 1773.